# 岚胡村
岚胡村是中国山东省青州市庙子镇下辖的一个行政村。大致位于东经118°13′北纬36°39′以山脊为界的山谷中，与泰山直线距离103.87公里，属于泰沂山脉，是“北方九寨沟”黄花溪的源头，与淄博潭溪山旅游区以及峨庄国家森林公园比邻。

## 历史
据传不晚于清朝嘉庆九年（公元1804年）即有李氏自淄川马陵庄迁此居住，在人口数量鼎盛的1980年代，村中聚居姓氏共有邵，李，高，王，强，孙，侯等姓。
岚胡村因处深山峡谷，悬崖陡壁，山峦起伏，故取村名为峦湖，又有《光绪益都县图志》标记为峦户，后演变为现名岚胡村。